# Il matrimonio di Olimpia
Il matrimonio di Olimpia è un film del 1918 diretto da Gero Zambuto con protagonisti Italia Almirante Manzini e Alberto Nepoti.
Prodotto dall'Itala Film e tratto dall'omonimo dramma del 1885 di Émile Augier ottiene il visto censura n. 13914 del 1º dicembre 1918. È il debutto come operatore primario di Ubaldo Arata, futuro direttore della fotografia di Roma città aperta.

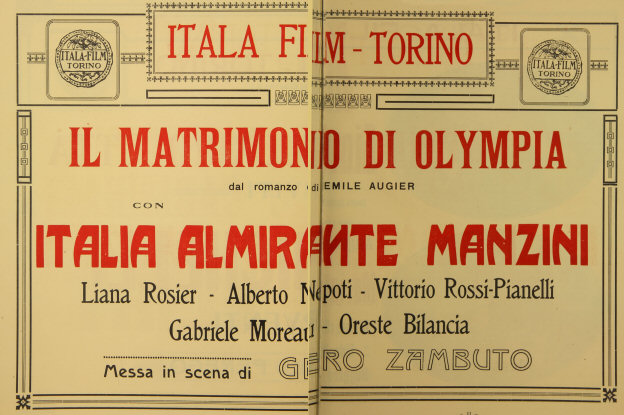
Locandina pubblicata su una rivista cinematografica dell'epoca